# Déiphontész
Déiphontész, görög mitológiai alak, a hérakleidák egyike. Témenosz leányát, Hürnéthót vette el feleségül. Amikor Héraklész utódai elfoglalták s felosztották a Peloponnészoszt, Témenosznak Argosz jutott. Fiai attól tartottak, hogy helyettük a sógorukra hagyja birodalmát, s az egyetlen Agriosz kivételével apjukra támadtak, miközben fürdött. A király belehalt kapott sebeibe, de annyi ideje még maradt, hogy örökösévé Déiphontészt tette meg, s leleplezte fiai borzalmas tettét. Az apagyilkosokat a város száműzte, de később seregekkel tértek vissza, így Déiphontésznek kellett menekülnie feleségével és Agriosszal együtt. Epidauroszban telepedett le, ám sógorai ide is követték, s elrabolták feleségét. Déiphontész üldözőbe vette őket, s az egyiket megölte, ám a másik leszúrta Hürnéthót.